# TT33 (гробница)
TT33 — древнеегипетская гробница. Находится на западном берегу реки Нил в Эль-Ассасиф и является частью Фиванского некрополя. На противоположном берегу находится Луксор. Гробница является местом захоронения древнего египтянина Педиаменопета, который был пророком и первосвященником во времена 26-й династии.
Открыта Ричардом Пококе в 1737 году. В 1881 году более тщательно исследована немецким египтологом Иоганном Дюмихеном из Страсбургского университета. Архитектура, форма саркофагов и сосудов выполнены в стиле конца XVIII династии и предметов из усыпальницы Тутанхамона (KV62), находящейся рядом. На одном фрагменте сохранилась иероглифическая надпись «паатен», отсылающая к имени древнеегипетской царицы и супруги фараона Тутанхамона Анхесенпаатен. Выдвигались также смелые предположения, что хозяйкой гробницы может оказаться прекрасная супруга фараона Эхнатона — Нефертити.

## Описание
Расположена недалеко от Дейр-эль-Бахри.
Она состоит из двадцати двух комнат, соединенных длинными коридорами и распределенных по трём уровням, простирающимся на двадцать метров ниже уровня земли.
Владелец гробницы служил одному или нескольким фараонам в период с 25-й по 26-ю династии и накопил много богатств и власти, чтобы построить лабиринтную гробницу, покрытую сотнями метров фресок и иероглифов.
По состоянию на 2008 год ТТ33 была и остаётся крупнейший известной некоролевской гробницей в некрополе. TT33 состоит из 22 комнат, к которым ведут лестничные марши, пандусы и вертикальные шахты.
В 2004—2005 гг. здесь проводили исследования команды археологов из Французского восточного института археологии в Каире и Страсбургского университета.
В октябре 2019 года Министерство по делам древностей рассказало об обнаружении 30 мумий найденных рядом с гробницей. Тайник содержал 23 мумии взрослых мужчин, 5 мумий взрослых женщин и две мумии детей, предположительно все связанные с Фиванскими жрецами. Гробы были сложены друг на друга, и после открытия, мумии оказались хорошо сохранившимися. Генеральный секретарь Высшего совета древностей, Мостафа Вазири, заявил, что гробница является крупнейшим тайником, найденным за столетие, а предыдущие заслуживающие внимания тайники были DB-320 и KV35.